# Caloplaca marmorata
Caloplaca marmorata är en lavart som först beskrevs av Bagl., och fick sitt nu gällande namn av Jatta. Caloplaca marmorata ingår i släktet orangelavar och familjen Teloschistaceae.   Inga underarter finns listade i Catalogue of Life.